# 職員令
職員令（しきいんりょう）は、令の篇目の1つ。養老令では第2番目に位置しており、全80条からなる。『大宝令』では官員令と称されていた。
唐の開元7年令（719年）の三師三公台省職員令、寺監職員令、衛府職員令、州県鎮戍岳瀆関津（ちんじゅがくとくかんしん）職員令に相当し、これらを1つに統合したものになっている。
二官八省とその被管の二職・十六寮・三十司・弾正台、五衛府と被管の一司、左右馬寮、左右兵庫、内兵庫、左右京職と被管二司、摂津職、大宰府、諸国、郡、軍団、国博士、医師について、官職名、員数、職掌を定めている。
職員構成は、官司ごとに四等官・品官、雑任（史生・舎人・使部・伴部など）、仕丁・衛士・品部・雑戸などからなると規定されている。